# Damir Polančec
Damir Polančec (ur. 25 czerwca 1967 w Đelekovcu) – chorwacki polityk i menedżer, wicepremier w latach 2005–2009, minister gospodarki, pracy i przedsiębiorczości w latach 2008–2009.

## Życiorys
W 1992 ukończył agronomię na Uniwersytecie w Zagrzebiu. Został też absolwentem szkoły organizacji i zarządzania na tej uczelni, a także uzyskał również dyplom z zarządzania w handlu detalicznym na Leeds Metropolitan University.
W 1992 rozpoczął pracę w przedsiębiorstwie Podravka. Przez pierwsze lata pracował w dziale zajmującym się importem owoców i warzyw. W kwietniu 1997 wszedł w skład zespołu restrukturyzującego ds. zakupów, logistyki i produkcji. We wrześniu tego samego roku został mianowany dyrektorem ds. zakupów, zajmował to stanowisko przez trzy lata. Od marca 2000 był członkiem zarządu Podravki, odpowiedzialnym za rozwój rynków w Chorwacji i Europie Południowo-Wschodniej oraz za gospodarkę materiałową. W sierpniu 2003 powołany na członka zarządu odpowiedzialnego za rozwój rynków m.in. w Europie Środkowej i Wschodniej.
Działacz Chorwackiej Wspólnoty Demokratycznej. Od lutego 2005 do października 2009 zajmował stanowisko wicepremiera w dwóch rządach Iva Sanadera i w rządzie Jadranki Kosor. Od stycznia 2008 w dwóch ostatnich gabinetach pełnił jednocześnie funkcję ministra gospodarki, pracy i przedsiębiorczości.
Z rządu odszedł w związku z pojawiającymi się wobec niego zarzutami o działanie na szkodę Podravki z okresu zarządzania tym przedsiębiorstwem. W 2010 został skazany na karę 1 roku i 3 miesięcy pozbawienia wolności za defraudację środków publicznych na fikcyjną ekspertyzę prawną. Postępowanie karne w sprawie Podravki toczyło się przez kolejne lata, proces zakończył się wobec niego w 2021 wyrokiem uniewinniającym.
Damir Polančec po rezygnacji z działalności politycznej zajął się pracą w sektorze prywatnym.